# Greg Monroe
Gregory Monroe, Jr. (Harvey, Louisiana, 4. lipnja 1990.) američki je profesionalni košarkaš. Igra na poziciji krilnog centra, a može igrati i centra. Trenutačno je član NBA momčadi Philadelphia 76ers

## Srednja škola
Na četvrtoj godini, kao senior, Monroe je izabran u McDonald's All-American momčad te u Parade Magazine All-American prvu petorku. 

## NBA karijera
Detroit Pistonsi izabrali su ga kao 7. izbor NBA drafta 2010. godine.

## Vanjske poveznice
- Profil na NBA Draft.net
- Profil na ESPN.com